# Ústupky
Ústupky je vesnice, část města Seč v okrese Chrudim. Nachází se asi 2,5 km na jih od Seče. V roce 2009 zde bylo evidováno 363 adres. V roce 2001 zde trvale nežil žádný obyvatel.
Ústupky leží v katastrálním území Proseč u Seče o výměře 6,33 km2.